# Axel Scheffler
Axel Scheffler (né en 1957) est un illustrateur et animateur allemand résidant à Londres.
Il est connu pour ses illustrations de livres jeunesse, en particulier Gruffalo et Petit Gruffalo, écrits par Julia Donaldson, dont il est un collaborateur régulier.

## Biographie
Scheffler est né à Hambourg et a déménagé en Angleterre en 1982. Il est diplômé de la Bath School of Art and Design (en) en 1985, puis travaille dans la publicité et l'édition. Il a illustré les livres de divers auteurs britanniques, allemands et néerlandais dont Julia Donaldson, Jon Blake (en), Paul Shipton, David Henry Wilson (en), Uwe Timm, Paul van Loon, Toon Tellegen (en) et Ian Whybrow (en), et écrit aussi ses propres livres.

## Œuvres

### Albums illustrés

#### Séries
Série Zébulon le dragon (Zog)
- Zébulon le dragon (Zog, 2010) / Julia Donaldson ; ill. Axel Scheffler ; trad. Anne Krief.

1. Paris : Gallimard jeunesse, 09/2010, 28 p.  (ISBN 978-2-07-063420-0). Réimpr. 05/2015

- Zébulon le dragon et les médecins volants (Zog and The Flying Doctors, 2016) / Julia Donaldson ; ill. Axel Scheffler ; trad. Catherine Gibert.

1. Paris : Gallimard jeunesse, juin 2016, 28 p.  (ISBN 978-2-07-060413-5)

Série Gruffalo
- Gruffalo (The Gruffalo) / Julia Donaldson ; ill. Axel Scheffler.

1. Paris : Autrement jeunesse, 01/1999, 26 p.  (ISBN 2-86260-840-8)
2. Paris : Gallimard jeunesse, coll. "Folio benjamin", no 390, 09/1999.  (ISBN 2-07-052672-0)
3. nouv. trad. Jean-François Ménard. Paris : Gallimard jeunesse, 2013, [24] p.  (ISBN 978-2-07-065027-9).
4. Paris : Gallimard jeunesse, coll. "Folio benjamin" no 51, 2008, [30] p. + 1 CD audio (texte lu par Raphaëline Goupilleau).  (ISBN 978-2-07-054865-1)

- Petit Gruffalo (The Gruffalo's Child) / Julia Donaldson ; ill. Axel Scheffler.

1. traduction de Paul Paludis. Paris : Autrement jeunesse, 2004, 30 p.  (ISBN 2-7467-0569-9)
2. Paris : Gallimard jeunesse, coll. "Folio benjamin : niveau 2, je lis tout seul" n° 129, 2006, 32 p.  (ISBN 2-07-057162-9)
3. Paris : Gallimard jeunesse, coll. "L'Heure des histoires" n° 52, 2011, 32 p.  (ISBN 978-2-07-069681-9)
4. nouvelle traduction par Jean-François Ménard. Paris : Gallimard jeunesse, DL 2013, [30] p.  (ISBN 978-2-07-065028-6)
5. Johannes Weiland, Uwe Heidschötter, réal. ; Johanna Stuttman, adapt. ; René Aubry, comp. Paris : Gallimard jeunesse, coll. "L'Heure des histoires" n° 52, 2013, 32 p.  (ISBN 978-2-07-065632-5). Dessin animé sur 1 DVD vidéo zone 2 (27 min). L'objet est un étui en fourrure synthétique marron contenant le livre et le DVD.
6. conception des jeux et ateliers, Geneviève Keck ; Raphaëline Goupilleau, voix. Gallimard jeunesse, coll. "L'Heure des histoires" n° 52, 2014, 32 p.  (ISBN 978-2-07-065312-6). + 1 disque compact (15 min).

Série Pip et Prune (Pip and Posy)
- La Super-trotinette (The Super Scooter) / Axel Scheffler. Paris : Gallimard jeunesse, 03/2012, [26] p.  (ISBN 978-2-07-064294-6)
- La Petite Flaque (The Little Puddle, 2011) / Axel Scheffler. Paris : Gallimard jeunesse, 03/2012, [26] p.  (ISBN 978-2-07-064295-3)
- Le Monstre terrifiant (The Scary Monster) / Axel Scheffler. Paris : Gallimard jeunesse, 09/2012, [24] p.  (ISBN 978-2-07-064592-3)
- Le Beau Ballon (The Big Balloon) / Axel Scheffler. Paris : Gallimard jeunesse, 03/2013, [24] p.  (ISBN 978-2-07-064593-0)
- Vive la neige ! (The Snow Day, 2012) / Axel Scheffler. Paris : Gallimard jeunesse, 08/2013, [24] p.  (ISBN 978-2-07-065473-4)
- J'ai oublié mon doudou ! (The Bedtime Frog, 2013) / Axel Scheffler. Paris : Gallimard jeunesse, 02/2014, [24] p.  (ISBN 978-2-07-065778-0)
- Au bord de la mer (The New Friend, 2016) / Axel Scheffler. Paris : Gallimard jeunesse, 05/2016, [30] p.  (ISBN 978-2-07-059963-9)

#### One shots
- Léo Tête-en-l'air (You're a Hero, Daley B.!) / Jon Blake (en) ; ill. Axel Scheffler ; trad. Nadine Robert.

1. Montréal : Comme des géants, 32 p.  (ISBN 978-2-924322-13-0)

- Une maison trop petite / Julia Donaldson ; ill. Axel Scheffler.

1. Coppet : Calligram, coll. "Petite bibliothèque Calligram. Benjamin" no 9, 10/1995, 32 p.  (ISBN 2-88445-282-6)

- Au lit Barnabé ! / Ian Whybrow (en) ; Axel Scheffler.

1. Paris : Albin Michel-Jeunesse, 01/1997, 14 p.  (ISBN 2-226-08242-5)

- Les Chapeaux d'Achille / Martine Oborne ; ill. Axel Scheffler.

1. Paris : Autrement jeunesse, 02/1997.  (ISBN 2-86260-670-7)

- Sophie Petiradis et le grand gypaète / Martin Auer ; ill. Axel Scheffler ; trad. Sylvia Gehlert.

1. Arles : Actes Sud junior, coll. "Les histoires sages", 04/1997, 32 p.  (ISBN 2-7427-1145-7)

- Le Noël de Barnabé : l'extraordinaire nuit de Noël d'un petit ours en peluche / Yan Whybrow ; ill. Axel Scheffler.

1. Paris : Albin Michel-Jeunesse, 11/1998, 12 p.  (ISBN 2-226-09134-3)

- Théo grands pieds / Jon Blake ; ill. Axel Scheffler.

1. Paris : Autrement jeunesse, 01/1999, 32 p.  (ISBN 2-86260-704-5)

- Monsieur Bout-de-Bois / Julia Donaldson ; ill. Axel Scheffler ; trad. Anne Krief.

1. Paris : Gallimard-Jeunesse, 10/2008, 32 p.  (ISBN 978-2-07-062126-2)

- La Rentrée de la maîtresse / Agnès Bertron ; ill. Axel Scheffler. Montrouge : Bayard jeunesse, coll. "Les belles histoires", 08/2010, 30 p.  (ISBN 978-2-7470-3217-9)
- Où est ma maman ? (Monkey Puzzle, 2000) / Julia Donaldson ; ill. Axel Scheffler ; trad. Catherine Gibert.

1. Paris : Gallimard-Jeunesse, 02/2017.  (ISBN 978-2-07-066395-8)

- La Sorcière dans les airs (Room on the Broom, 2001) / Julia Donaldson ; ill. Axel Scheffler ; trad. Jean-François Ménard.

1. Paris : Gallimard-Jeunesse, 08/2013.  (ISBN 978-2-07-065464-2). Réimpr. 01/2017.
2. Paris : Gallimard-Jeunesse, coll. "L'Heure des histoires" no 94, 2014, 30 p. + DVD.  (ISBN 978-2-07-066269-2)
3. Paris : Gallimard-Jeunesse, juillet 2016, 32 p.  (ISBN 978-2-07-066475-7)
4. Paris : Gallimard-Jeunesse, coll. "L'Heure des histoires" no 94, 12/2016, 34 p.  (ISBN 978-2-07-066475-7)

- La Baleine et l'Escargote (The Snail and the Whale, 2004) / Julia Donaldson ; ill. Axel Scheffler ; trad. Vanessa Rubio-Barreau.

1. Paris : Gallimard-Jeunesse, janvier 2015, 34 p.  (ISBN 978-2-07-066354-5).
2. Paris : Gallimard-Jeunesse, coll. "L'Heure des histoires" no 125, 02/2017, 34 p.  (ISBN 978-2-07-507788-0)
3. dans 3 histoires de voyage. Paris : Gallimard-Jeunesse, coll. "Le Trésor de l'Heure des histoires", 06/2017, 96 p.  (ISBN 978-2-07-507938-9)

- Timioche : le petit poisson qui racontait des histoires (Tiddler: the Story-Telling Fish, 2007) / Julia Donaldson ; ill. Axel Scheffler ; trad. Anne Krief.

1. Paris : Gallimard jeunesse, 10/2007, [32] p.  (ISBN 978-2-07-061485-1). Réimpr. 05/2015.
2. dans Les 15 plus belles histoires pour les petits garçons. Paris : Gallimard jeunesse, 2008, 118 p.  (ISBN 978-2-07-061854-5)
3. Paris : Gallimard-Jeunesse, coll. "Folio cadet" no 9, 09/2009, 39 p.  (ISBN 978-2-07-062750-9)

- MacPat le chat chanteur (Tabby McTat, 2009) / Julia Donaldson ; ill. Axel Scheffler ; trad. Anne Krief.

1. Paris : Gallimard jeunesse, coll. "Folio cadet. Premières lectures : niveau 2, je lis tout seul" no 79, 2013, 29 p.  (ISBN 978-2-07-065294-5)
2. dans 3 histoires de petits chats. Paris : Gallimard-Jeunesse, coll. "Le Trésor de l'Heure des histoires", 03/2017, 96 p.  (ISBN 978-2-07-507939-6)

- Le Rat scélérat (The Highway Rat, 2011) / Julia Donaldson ; ill. Axel Scheffler ; trad. Catherine Gibert.

1. Paris : Gallimard jeunesse, 09/2011, 32 p.  (ISBN 978-2-07-064015-7)

- Marions-nous ! (The Scarecrows' Wedding, 2014) / Julia Donaldson ; ill. Axel Scheffler ; trad. Jean-François Ménard.

1. Paris : Gallimard-Jeunesse, 08/2014.  (ISBN 978-2-07-066217-3)
2. Paris : Gallimard-Jeunesse, coll. "L'Heure des histoires" no 112, 01/2016, 34 p.  (ISBN 978-2-07-056984-7)

### Tout-carton
- Je veux faire la sieste (Rabbit's Nap, 2000) / Julia Donaldson ; ill. Axel Scheffler. Paris : Gallimard jeunesse, 02/2017, 12 p.  (ISBN 978-2-07-507699-9)
- Je t'invite à ma fête (Postman Bear, 2000) / Julia Donaldson ; ill. Axel Scheffler. Paris : Gallimard jeunesse, 02/2017, 12 p.  (ISBN 978-2-07-507700-2)
- Que font les animaux ? (Animal Actions, 2011) / Julia Donaldson ; ill. Axel Scheffler. Paris : Gallimard jeunesse, coll. "Mon 1er Gruffalo", 03/2013, 12 p.  (ISBN 978-2-07-065258-7)
- Les Contraires (Opposites, 2011) / Julia Donaldson ; ill. Axel Scheffler. Paris : Gallimard jeunesse, coll. "Mon 1er Gruffalo", 03/2013, 12 p.  (ISBN 978-2-07-065257-0)
- Coffret Gruffalo 2 livres tout-carton
- Gruffalo dans la forêt (livre poussette)
- Coucou, Gruffalo ! (livre poussette) / Julia Donaldson ; ill. Axel Scheffler. Paris : Gallimard jeunesse, 03/2013, 12 p.  (ISBN 978-2-07-065255-6)

### Documentaires
- Sam plante un tournesol / Kate Petty ; ill. d'Axel Scheffler.

1. Bruxelles : Casterman, 04/1997, 24 p.  (ISBN 2-203-14253-7)

- Rosie plante un radis / Kate Petty ; ill. d'Axel Scheffler.

1. Bruxelles : Casterman, 04/1997, 24 p.  (ISBN 2-203-14254-5)

- Proverbes du monde entier / Axel Scheffler

1. Paris : Seuil jeunesse, 10/1997, 128 p.  (ISBN 2-02-032015-0)

- Comment élever un écureuil de compagnie : manuel à l'usage de tous (Über das Halten von Eichhörnchen) / ill. d'Axel Scheffler ; d'après un texte d'Arthur Mee, paru dans "L'encyclopédie pour la jeunesse" ; traduction de Sophie Giraud.

1. Paris : Hélium, 2010, 35 p.  (ISBN 978-2-35851-022-6)

### Livres-jeux
- Méli-mélo de la savane : rimes rigolotes et créatures loufoques pour se tordre de rire ! (Flip flap farm). Paris : Gallimard jeunesse, 2015, [22] p.  (ISBN 978-2-07-066391-0)
- Méli-mélo de la jungle : "rimes rigolotes et créatures loufoques pour se tordre de rire ! (Flip flap jungle). Paris : Gallimard jeunesse, 2016, [22] p.  (ISBN 978-2-07-066672-0)
- Gruffalo autocollants et activités

### Poésie
- 101 poésies et comptines du bout du pré : pour partir à la découverte de la nature / textes de Sophie Arnould ; ill. par Axel Scheffler, Éric Gasté, Michel Backès, Andrée Prigent. Paris : Bayard éd., 04/1998, 216 p.  (ISBN 2-227-70146-3)
- Le Guide des chats du Vieil Opossum (Old Possum's book of practical cats) / T.S. Eliot ; ill. Axel Scheffler ; trad. Jean-François Ménard. Paris : Gallimard jeunesse, 2010, 64 p.  (ISBN 978-2-07-063297-8)

### Romans illustrés
- Mina, mine de rien / Marie Farré ; ill. Axel Scheffler.

1. Paris : Gallimard jeunesse, coll. "Folio cadet" n° 229, 1990, 120 p.  (ISBN 2-07-031229-1)

- Mina change de tête / Marie Farré ; ill. Axel Scheffler.

1. Paris : Gallimard jeunesse, coll. "Folio cadet" n° 281, 1993, 104 p.  (ISBN 2-07-057975-1)

- Les Grinche 1 : Les Grinche ont des ennuis / Philip Ardagh ; ill. Axel Scheffler ; trad. Marie Hermet. Paris : Père Castor-Flammarion, 2014, 250 p.  (ISBN 978-2-08-131031-5)
- Trois enfants chez les géants (The giants and the Joneses) / Julia Donaldson ; ill. Axel Scheffler. Paris : Gallimard jeunesse, coll. "Folio cadet" n° 482, 2006, 248 p.  (ISBN 2-07-057190-4)

## Adaptations de son œuvre
Sauf indication contraire, les informations mentionnées dans cette section peuvent être confirmées par les bases de données cinématographiques IMDb et Allociné,  présentes dans la section « Liens externes ».
La société Magic Light Pictures (en) a produit ou coproduit plusieurs courts métrages d'animation adaptés des œuvres qu'il a co-créées avec Julia Donaldson :
- 2009 : Le Gruffalo (The Gruffalo), réalisé par Max Lang et Jakob Schuh - participation de Julia Donaldson à l'adaptation
- 2011 : Le Petit Gruffalo (The Gruffalo's Child), réalisé par Uwe Heidschötter et Johannes Weiland - participation de Julia Donaldson à l'adaptation
- 2012 : La Sorcière dans les airs (Room on the Broom), réalisé par Max Lang et Jan Lachauer - participation de Julia Donaldson à l'adaptation
- 2015 : Monsieur Bout-de-Bois (Stick Man), réalisé par Jeroen Jaspaert et Daniel Snaddon
- 2016 : Un conte peut en cacher un autre (Revolting Rhymes), réalisé par Jakob Schuh, Jan Lachauer et To Bin-han
- 2017 : Le Rat scélérat (The Highway Rat) de Jeroen Jaspaert
- 2018 : Zébulon, le dragon, également intitulé Zogg (Zog), réalisé par Max Lang et Daniel Snaddon
- 2020 : Zébulon le dragon et les Médecins volants (Zog and the Flying Doctors) de Sean P. Mullen
- 2020 : La Baleine et l'Escargote (The Snail and the Whale), réalisé par Max Lang et Daniel Snaddon
- 2021 : Superasticot (en) (Superworm), réalisé par Jac Hamman et Sarah Scrimgeour
- 2022 : Les Tourouges et les Toubleus (The Smeds and the Smoos), réalisé par Samantha Cutler et Daniel Snaddon